# Wang Hongwen
Wang Hongwen 王洪文 Wáng Hóngwén (Changchun, 6 dicembre 1935 – Pechino, 3 agosto 1992) è stato un politico cinese.

## Biografia
Operaio tessile, partecipò attivamente alla Rivoluzione culturale cinese (1965-1969). Nel 1973 divenne vicepresidente del Partito Comunista Cinese e mantenne la carica fino al 1976. Nel 1981 fu condannato al carcere a vita per aver fatto parte della Banda dei Quattro.